# Fleischfressende Pflanzen

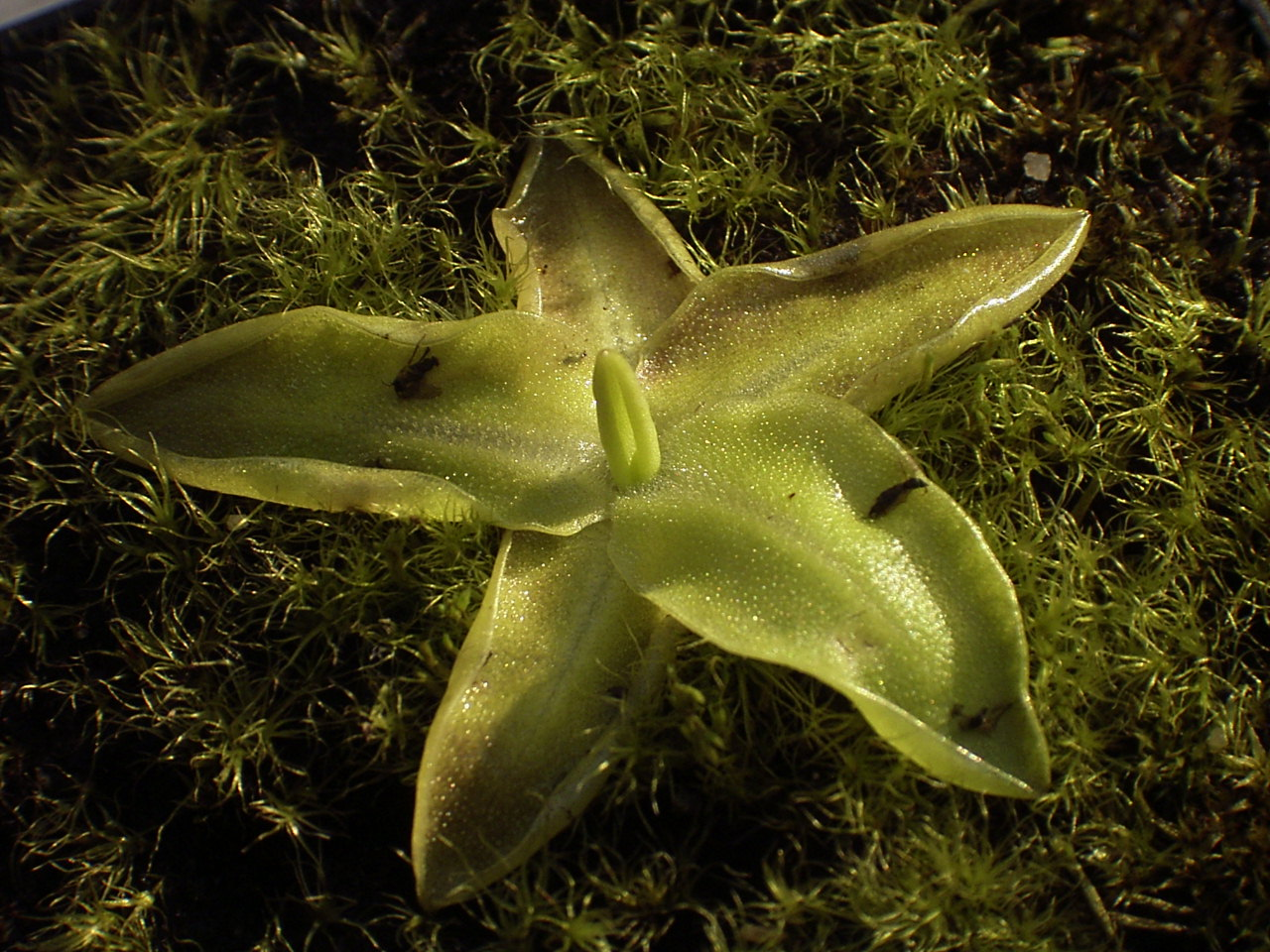
Das Gemeine Fettkraut, eine fleischfressende Pflanze

Als fleischfressende Pflanzen, auch Karnivoren oder Insektivoren, bezeichnet man Pflanzen, die mittels umgewandelter Blätter meist Einzeller oder Gliedertiere, aber auch größere Beutetiere bis hin zu Fröschen fangen und verdauen und so ihre Versorgung mit Mineralstoffen, vor allem Stickstoff, an extremen Standorten wie Mooren oder blanken Felsen verbessern.

## Ökologie
In der Regel besteht die Beute aus kleinen Insekten wie Mücken, Ameisen und Fliegen; größere Kannenpflanzen (Nepenthes) können auch kleine Säugetiere (z. B. kleine Nagetiere) verdauen. Reusenfallen und Moose sind auf Protozoen (tierische Einzeller) spezialisiert. Bei den Wasserschläuchen (Utricularia) bilden zusätzlich zu Insekten planktische Algen einen erheblichen Teil (bis zu 50 %) der Beute, bei den Fettkräutern sogar Pollen (bis zu 70 %).
Die Bildung von Fallen ist für eine Pflanze sehr aufwendig, da Fangblätter sehr viel schlechter zur Photosynthese geeignet sind als normale Laubblätter. Karnivore Pflanzen wachsen daher in der Regel recht langsam. An nährstoffreichen Standorten, an denen auch viele andere Pflanzenarten zu gedeihen vermögen, werden sie durch das schnellere Wachstum der Konkurrenten oftmals verdrängt. Sie sind daher nur dort konkurrenzfähig, wo andere Pflanzen durch Mangel an Nährstoffen nicht oder kaum wachsen können. Solche nährstoffarmen Standorte sind etwa Moore, tropische Regenwälder, tropische Tafelberge, Sand oder Felsen.
Des Weiteren muss eine ausreichende Versorgung mit Licht und Wasser gewährleistet sein, damit die Fangblätter ausreichend Photosynthese zur Energiegewinnung der Pflanze betreiben können. Karnivore Pflanzen kommen daher fast ausnahmslos an vollsonnigen oder zumindest sehr hellen Standorten vor. Die meisten Arten wachsen darüber hinaus gerne auf feuchten Böden, manche können ihren Wasserbedarf aber auch aus Nebel oder Tau decken. Die Mehrzahl der Arten benötigt zusätzlich eine hohe Luftfeuchtigkeit von über 70 %.
Da fleischfressende Pflanzen einen großen Teil ihres Nährstoffbedarfs über die Fangblätter und nicht über die Wurzeln decken, sind diese oft spärlich ausgebildet und sehr widerstandsfähig gegen ungünstige Bodenbedingungen. So tolerieren manche Arten etwa Sauerstoffmangel (Sonnentau (Drosera), Fettkräuter (Pinguicula) und viele andere Arten auf Moorböden), Schwermetallbelastung (Darlingtonia in Kalifornien, Sarracenia auf Neufundland, mehrere Arten von Nepenthes), extrem saure oder basische Böden (Sonnentau, Pinguicula, Sarracenia), Nepenthes an Küstenstandorten, radioaktive Belastung (Wasserschläuche im Abklingbecken eines stillgelegten Kernkraftwerks) und vieles mehr.
Grundsätzlich sind karnivore Pflanzen auf allen Kontinenten mit Ausnahme der Antarktis vertreten. Durch ihre besonderen Standortsansprüche kommen sie jedoch besonders artenreich in Mooren der warmgemäßigten Zone (Sarracenia, Dionaea, Darlingtonia) sowie in tropischen Hochgebirgen vor (Heliamphora, Nepenthes, Brocchinia etc.). Im tropischen Regenwald sind nur wenige Arten zu finden, da es dort meist zu dunkel ist. Trockengebiete werden in der Regel gemieden, Ausnahmen sind Drosophyllum lusitanicum und solche, die Trockenzeiten unterirdisch überdauern, wie die australischen Knollendrosera. In Mittel- und Nordeuropa, also im kühl- und kaltgemäßigten Klima, sind im Vergleich eher wenige Arten vertreten. Im deutschsprachigen Raum gibt es etwa 16 Arten.

## Fallentypen
Man unterscheidet bei fleischfressenden Pflanzen fünf verschiedene Fallentypen. Je nach ihrer Fähigkeit zur aktiven Bewegung im Zusammenhang mit dem Fangen oder dem Verdauen der Beute lassen sich die Arten auch zusätzlich noch als aktiv oder passiv charakterisieren.

### Klebefallen

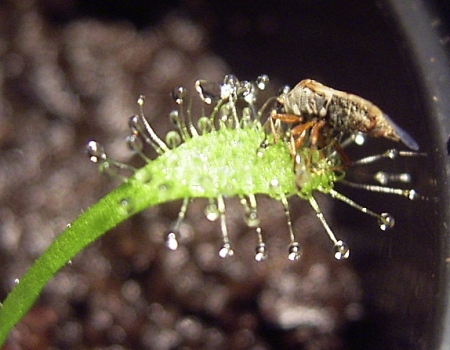
Sonnentau/Klebefalle mit Beute

Klebefallen funktionieren über ein klebriges Sekret, welches über Drüsen auf den Blättern selbst oder an den Spitzen kleiner Tentakeln austritt, mit denen die Blätter besetzt sind. Pflanzengattungen, die diese Fangmethode verwenden, sind Sonnentau (Drosera), Fettkräuter (Pinguicula), Regenbogenpflanzen (Byblis), Wanzenpflanzen (Roridula), Triantha occidentalis, das Taublatt (Drosophyllum) und die Liane Hakenblatt (Triphyophyllum) sowie die größte Gattung der Karnivoren, die Schusspflanzen (Stylidium). Jede dieser Gattungen hat die Karnivorie unabhängig von den anderen entwickelt.
Das Insekt wird durch das duftende Sekret angelockt und bleibt daran haften. Durch seine Versuche, sich zu befreien, bleibt es mit immer mehr Körperteilen am klebrigen Sekret hängen; bei den aktiven Klebefallen der Gattungen Drosera und Pinguicula wird dies auch noch durch zusätzliche Bewegungen der Fangblätter unterstützt. Die Mehrheit aller Arten mit Klebefallen schüttet anschließend Enzyme aus, welche die dann folgende Verdauung durchführen, einige verlassen sich jedoch zur Zersetzung auf Kommensalen (insbesondere Wanzen), welche die Beute aussaugen. Die Nährstoffe der gefangenen Tiere werden schließlich über die Ausscheidungen der Wanzen von der Pflanze aufgenommen.

### Klappfallen

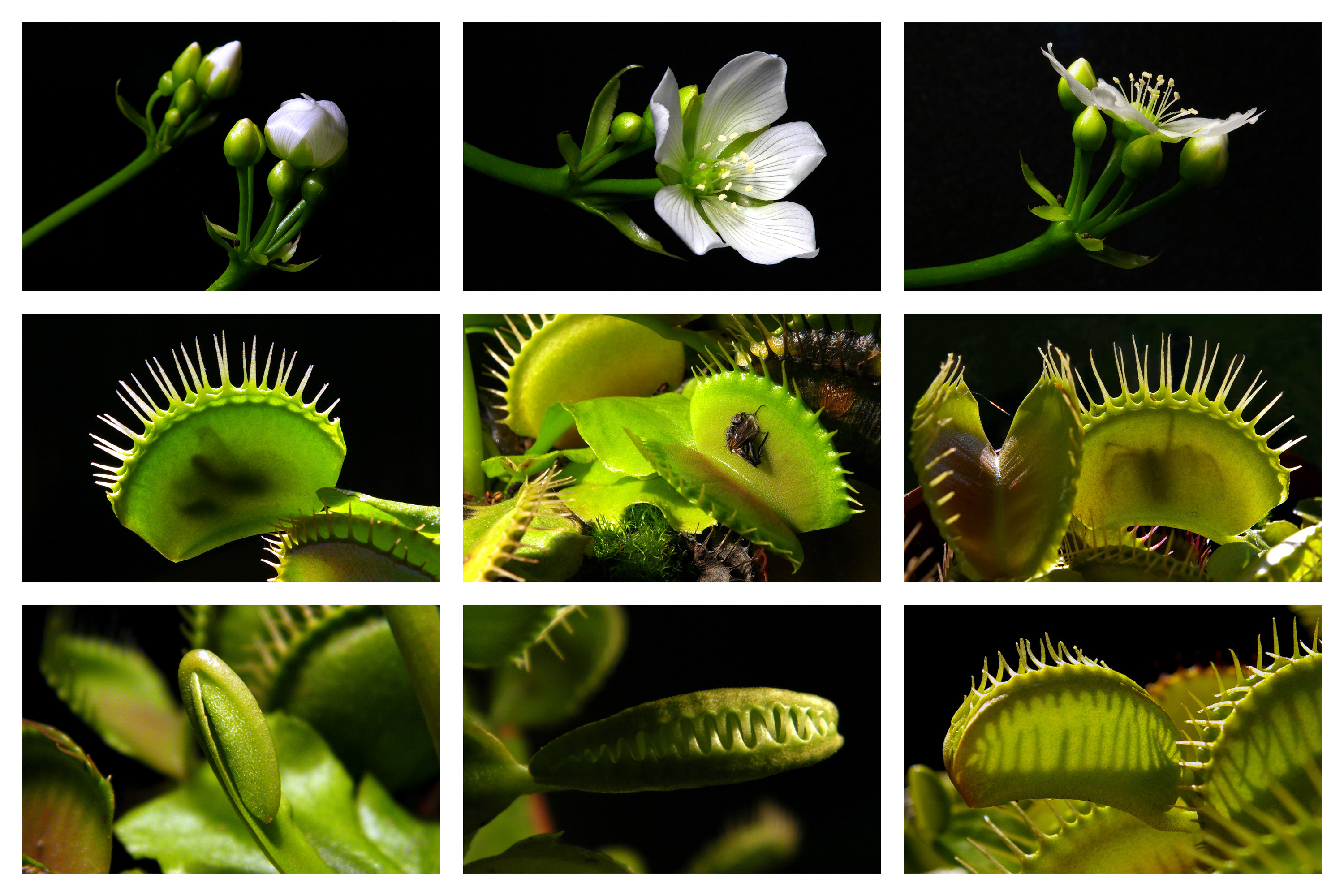
Venusfliegenfalle

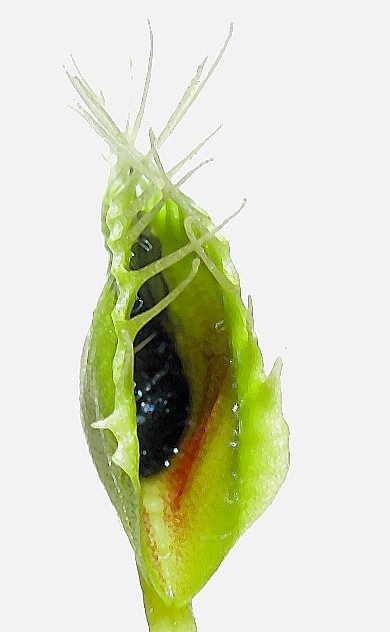
Klappfalle der Venusfliegenfalle mit Beute

Die Fangtechnik der Klappfalle ist die wohl bekannteste, wenn auch seltenste Fangmethode der Karnivoren. Es handelt sich dabei um die schnelle Schließbewegung zweier Blatthälften, die durch kleine Fühlhaare auf den Blattinnenseiten ausgelöst wird. Jede der zwei Blatthälften hat drei bis neun dieser Haare. Wird eines mehrmals oder verschiedene Haare innerhalb von ca. 20 Sekunden zwei Mal berührt, so klappen die beiden Blatthälften innerhalb von zwei Sekunden zu. Die Reizkontrolle verhindert ein Schließen auf Grund von Regen oder Luftzügen. Nach dem Verschließen bildet sich zwischen den Blatthälften ein Hohlraum, in dem das Insekt durch Sekrete verdaut wird. Die Klappen öffnen sich nach ungefähr acht Tagen wieder und geben die unverdaulichen Reste ihres Opfers frei. Die einzigen Pflanzen mit diesem Fangprinzip sind die beiden Arten Venusfliegenfalle (Dionaea muscipula) und Wasserfalle (Aldrovanda vesiculosa).

### Saugfallen
Das Prinzip der Saugfallen funktioniert nur unter Wasser oder unter der Erde. Die Pflanze, die mit dieser Fangmethode fängt, baut in der Falle einen Unterdruck auf, der sich bei Berührung schlagartig ausgleicht und dabei Wasser und Beute in sich hinein saugt. Die einzige Gattung, die dieses Prinzip anwendet, ist die der Wasserschläuche.

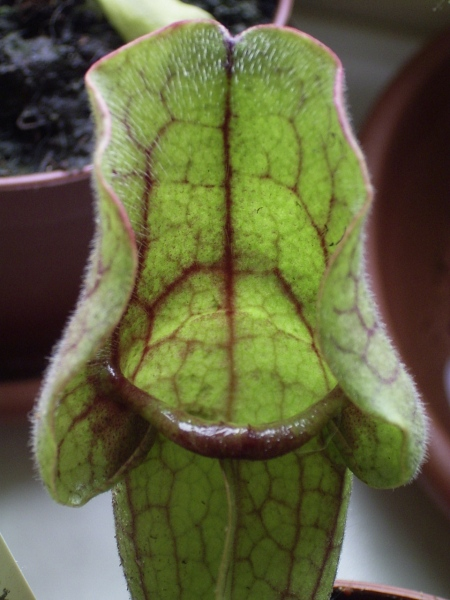
Sarracenia purpurea, Fallgrubenfalle

### Fallgrubenfallen
Bei den Fallgrubenfallen bilden die Blätter einen Hohlraum, in den das Insekt hineinfällt und aufgrund glatter Innenwände und kleinem Raum nicht oder schwer herauskommt. Dort gibt es zwei Untergruppen, nämlich einerseits die Krugpflanzen wie den Zwergkrug (Cephalotus), die Sumpfkrüge (Heliamphora) und die Kannenpflanzen (Nepenthes) und die Schlauchpflanzen (Sarracenia) und andererseits deren nahe Verwandte, die monotypische Gattung Kobralilie (Darlingtonia).

### Reusenfallen
Erheblich komplizierter konstruiert sind die Reusenfallen, deren Vorkommen namengebend auf die Gattung der Reusenfallen (Genlisea) mit ihren 21 Arten und – in sehr verschiedener Art – die Papageien-Schlauchpflanze (Sarracenia psittacina) beschränkt ist. Allerdings scheinen auch adulte Kannen von Nepenthes aristolochioides Ansätze von Reusenbildung zu zeigen. Ihre Opfer – bei Genlisea ausschließlich Einzeller – werden durch Lockstoffe ins Falleninnere geleitet. Eine Umkehr wird den Organismen durch Sperrhaare unmöglich gemacht. Schließlich gelangen sie in eine Art Magen, in dem sie durch Enzyme verdaut werden. Die Reusenfalle von S. psittacina hingegen verdaut die gefangenen Tiere nicht in einer Magenvorrichtung, sondern wie die anderen Sarracenien direkt durch Enzyme im Schlauchinnern. Auch die beiden als entweder karnivor oder präkarnivor eingestuften Moosgattungen Colura und Pleurozia verwenden dieses Fangprinzip.

## Präkarnivorie
Bei Wanzenpflanzen (Roridula), der Gemsenhorngewächsart Ibicella lutea und den Bromeliengattungen Brocchinia und Catopsis spricht man von sogenannten Präkarnivoren (mit Ausnahme von Brocchinia reducta, einer fleischfressenden Pflanze im engeren Sinne). Es handelt sich um Pflanzen, die nicht alle Voraussetzungen erfüllen, um als fleischfressende Pflanze anerkannt zu werden, was zumeist bedeutet, dass sie zwar Insekten fangen, aber keine Vorrichtungen zur Verdauung besitzen. Ein interessantes Zwischenstadium findet sich bei den Wanzenpflanzen, die ihren Fang indirekt durch eine Symbiose verwerten, indem sie die Ausscheidungen von den symbiotisch mit ihr lebenden und von ihrem Fang ernährenden Wanzen Pameridea marlothii sowie Pameridea roridulae und Spinnen (Synaema marlothii) als Blattdünger aufnehmen.

## Gattungen und Arten karnivorer und präkarnivorer Pflanzen
Über 1000 verschiedene Arten sind bekannt, nur rund 15 davon sind heimisch im deutschsprachigen Raum. Sie werden in neun Familien und 17 Gattungen eingeteilt, mit über 300 Arten sind die Schusspflanzen und mit über 200 die Wasserschläuche die größten Gattungen, fünf Gattungen sind monotypisch. Noch immer werden weitere Arten entdeckt, insbesondere bei Kannenpflanzen, Wasserschläuchen, Fettkräutern und Sonnentauen.
Zwar sind nicht alle fleischfressenden Pflanzen direkt miteinander verwandt, aber fast alle Arten (bis auf den Zwergkrug, die Bromelien Catopsis berteroniana und Brocchinia reducta sowie die Schusspflanzen) gehören entweder zu den Ordnungen der Nelkenartigen (6 Gattungen), der Lippenblütlerartigen (4 Gattungen) oder der Heidekrautartigen (4 Gattungen).
Bei den Moosen steht die Forschung noch relativ am Anfang, nur für zwei Arten (Colura zoophaga und Pleurozia purpurea, beide aus der Ordnung der Jungermanniales) ist zumindest Zoophagie (der Fang) belegt, ein Nachweis für Verdauung und Nährstoffaufnahme steht jedoch noch aus.
Bei manchen Ackerkräutern wie zum Beispiel Hirtentäschel hat man festgestellt, dass die Samen während der Keimung klebrig werden, wodurch Kleinstlebewesen festgehalten werden, um wahrscheinlich die Nährstoffe der abgestorbenen Tierchen zu nutzen.

### Gefäßpflanzen
- Brocchinia reducta
- Catopsis berteroniana
- Fettkräuter (Pinguicula)
- Gelbe Einhornblume (Ibicella lutea)
- Hakenblatt (Triphyophyllum peltatum)
- Kannenpflanzen (Nepenthes)
- Kobralilie (Darlingtonia californica)
- Philcoxia
- Regenbogenpflanzen (Byblis)
- Reusenfallen (Genlisea)
- Schlauchpflanzen (Sarracenia)
- Schusspflanzen (Stylidium)
- Sonnentau (Drosera)
- Sumpfkrüge (Heliamphora)
- Taublatt (Drosophyllum lusitanicum)
- Venusfliegenfalle (Dionaea muscipula)
- Wanzenpflanzen (Roridula)
- Wasserfalle (Aldrovanda vesiculosa)
- Wasserschläuche (Utricularia)
- Zwergkrug (Cephalotus follicularis)

### Moose
- Colura
- Pleurozia